# Zone de contrôle des émissions atmosphériques
Pour les articles homonymes, voir ECA.
Les zones de contrôle des émissions (ECA, acronyme de Emission Control Area) sont des zones maritimes dans lesquelles des contrôles plus stricts des navires ont été établis par l’Organisation maritime internationale (OMI) pour réduire les émissions d’oxydes de soufre (SOx), d’oxydes d’azote (NOx) et de particules. Ces zones sont appelées SECA (acronyme de Sulphur Emission Control Area), NECA (acronyme de Nitrogen Emission Control Area), ou simplement ECA lorsqu'elles règlementent ces trois types de polluants. 

## Historique

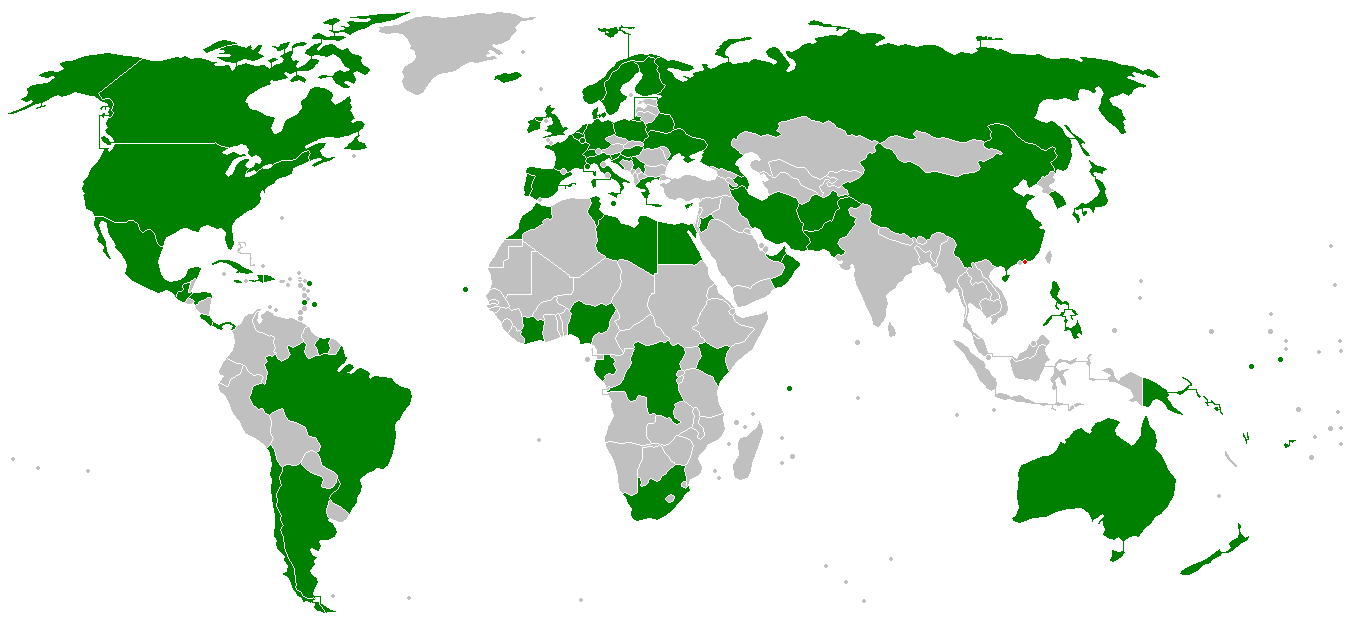
États ayant ratifié l’Annexe VI de la Convention MARPOL

Adoptée en 1997, l'Annexe VI Règles pour la Prévention de la pollution de l'atmosphère par les navires de la Convention Marpol établit :
- des zones de contrôle des émissions faisant l'objet de contrôles plus rigoureux des émissions de SOx et de Particules en suspension ;
- des zones de contrôle des émissions de NOx pour des normes d'émission de NOx du niveau III.

Cette régulation entrée en vigueur en 2005 est la contribution de l’industrie maritime à la réduction globale des émissions de gaz à effet de serre. L’Annexe VI a été révisée en juillet 2010 et a introduit des limites d’émission plus rigoureuses.

## Objectifs

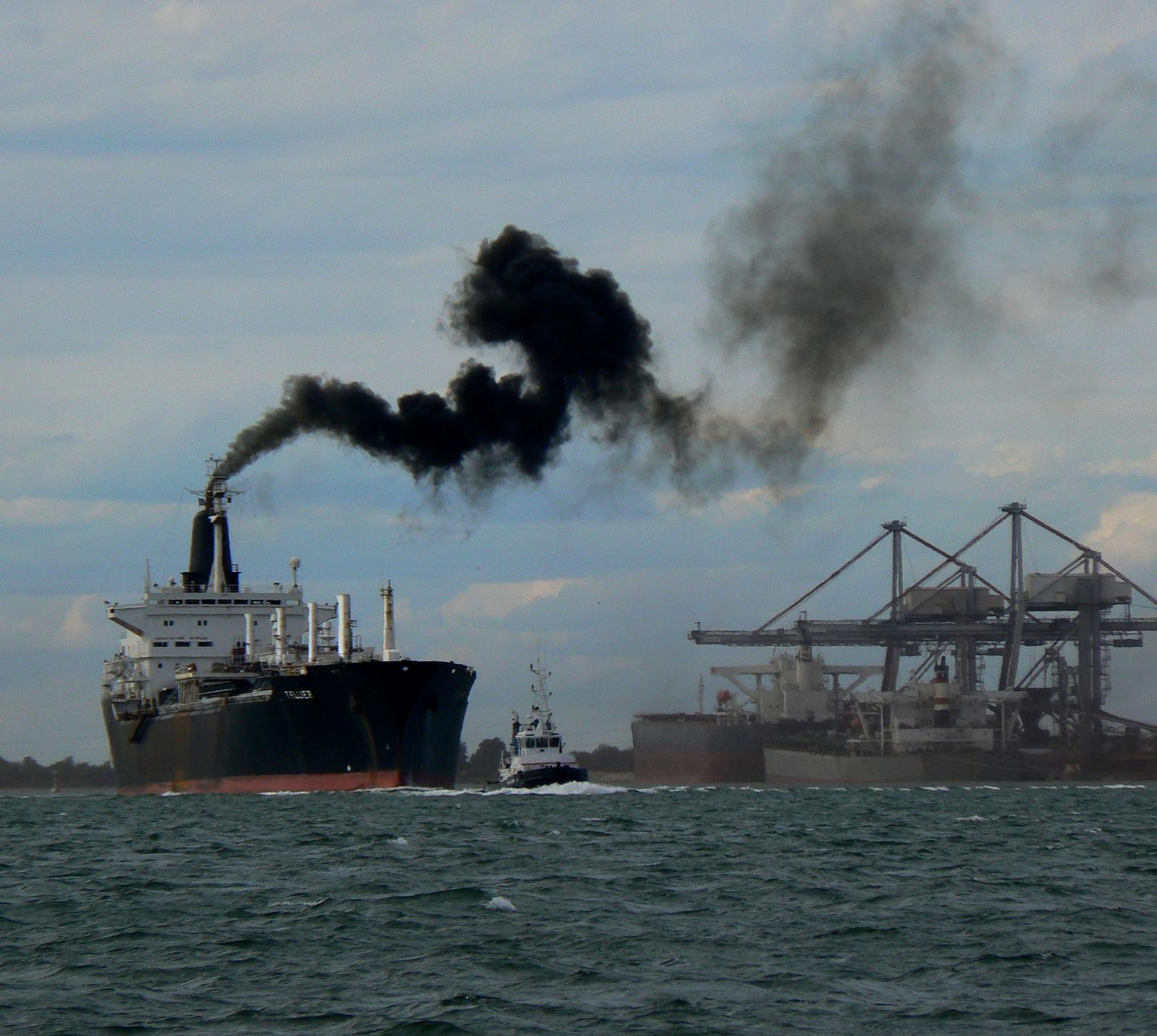
Panache de fumée noire émise par un cargo manœuvrant devant Port-Saint-Louis-du-Rhône, près de Marseille, en Méditerranée où la France souhaite voir l'instauration d'une nouvelle zone de réduction des émissions.

Elles visent à diminuer l'exposition des écosystèmes marins et littoraux, des marins et des populations littorales aux émissions polluantes des moteurs marins dans l'atmosphère.
Ces moteurs brûlent des carburants de type fioul lourd, qui produisent des particules carbonées (de quelques nanomètres à moins d’un micromètre), des particules inorganiques d'environ un micromètre surtout constituées de cendres et de sulfates,, et du dioxyde d'azote responsable entre autres de l'augmentation des taux d'ozone dans l'air.

## Formations et effets des émissions de polluants atmosphériques
Les principaux polluants atmosphériques se classent dans deux grandes familles bien distinctes : les polluants primaires et les polluants secondaires.
Les polluants primaires sont directement issus des cheminées des navires.
Il s'agit par exemple des oxydes de soufre, des oxydes d'azote, des hydrocarbures légers, des composés organiques volatils (COV), des particules (PM10 et PM2.5) et des métaux (plomb, mercure, cadmium...).
En revanche, les polluants secondaires ne sont pas directement rejetés dans l'atmosphère mais proviennent de réactions chimiques de gaz entre eux. C'est le cas notamment des particules secondaires, de l'ozone et du dioxyde d'azote.
Certains polluants comme le dioxyde d'azote et les particules sont à la fois des polluants primaires et secondaires.
L'ozone (O3) résulte quant à lui de la transformation chimique de l'oxygène au contact d'oxydes d'azote et d'hydrocarbures, en présence de rayonnement ultra-violet solaire et d'une température élevée. Contrairement à l’ozone de la couche protectrice dans la haute atmosphère, celui qui l’on retrouve à la suite des émissions de NOx par les navires se forme sous l’effet de réactions photochimiques. C'est pourquoi on observe par exemple des pics de concentration pendant les périodes de temps ensoleillé ou dans les lieux très souvent exposés comme en Méditerranée.

### Impacts sur le milieu
Il existe deux principales catégories d’effets néfastes des émissions de SOx, de NOx et de particules. D’une part, les retombées acides réduisent l’alcalinité des milieux, d’autre part l’inhalation des particules induit des troubles respiratoires et cardiaques importants notamment chez les populations vulnérables (enfants, personnes âgées) et les animaux terrestres.
           Le pH des eaux, s’il est réduit à des niveaux importants, induit des effets aigus et chroniques sur les populations biologiques. Ces effets sont complétés par un phénomène de lixiviation accrue de l’aluminium des sols. Les retombées de soufre augmentent les concentrations de sulfate adsorbé dans le sol et entraînent l’épuisement des cations basiques sur les sites d’échange du sol, entraînant une carence en nutriments, notamment en magnésium et potassium. L’acidification entraîne le plus fréquemment la formation de phosphates d’aluminium insolubles qui peut se traduire par une carence également en phosphore. L’ensemble du cycle de l’eau est alors concerné. Ainsi, par répercussions, l’acidité des eaux souterraines implique une grave corrosion des systèmes d’approvisionnement en eau potable. Cette transformation chimique présente un risque pour la santé en raison de la dissolution des métaux dans le sols (aluminium et cadmium) et dans les systèmes d’approvisionnement (cuivre). L’acidification augmente également la biodisponibilité des métaux toxiques et donc un accroissement de leur assimilation par l’ensemble des organismes. C’est ainsi que de fortes concentrations de métaux lourds sont détectées dans les poissons.

### Impacts sur la santé animale et humaine

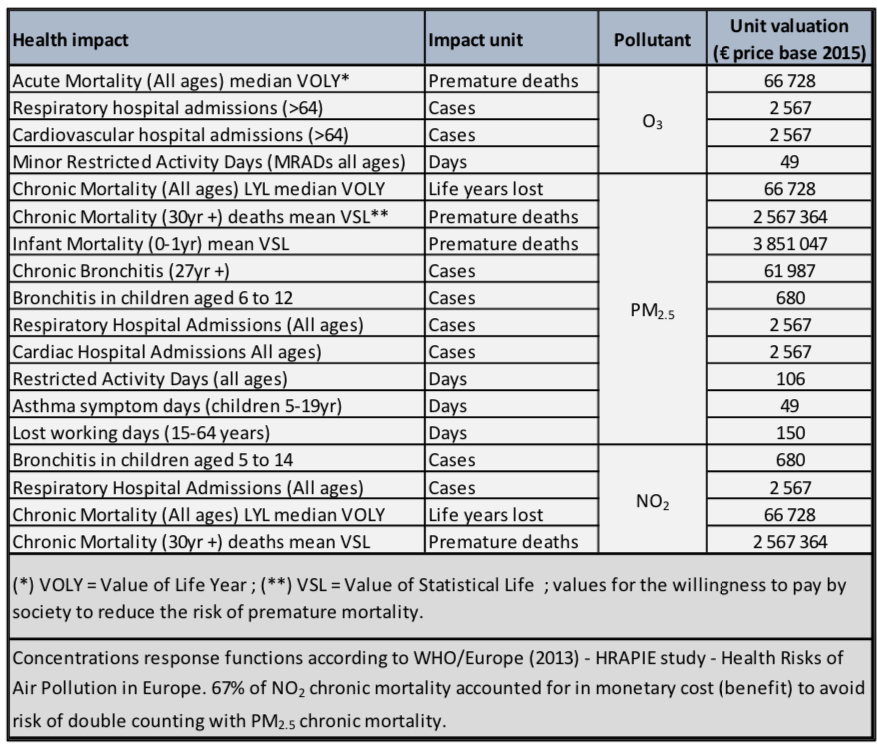
Lien entre maladies et polluants atmosphériques (PM, O2, NOx)

Les matières particulaires englobent toute une gamme de substances ayant des propriétés chimiques et physiques très variées. Elles se caractérisent essentiellement comme étant des particules discrètes que l'on trouve en phase condensée (liquide ou solide) ou qui varient beaucoup en dimensions. Les PM10 sont par exemple des particules ayant un diamètre aérodynamique d'une valeur inférieure ou égale à une valeur nominale de 10 micromètres. Les particules de plus grandes dimensions (> 10 micromètres) sont éliminées en règle générale par les mécanismes des voies respiratoires tandis que les particules plus petites (PM10) se déposent dans les poumons. D'une manière générale, on entend par particules fines celles ayant un diamètre aérodynamique d'une valeur égale ou inférieure à 2,5 micromètres (dénommées également PM2,5), tandis que les grosses fractions de particules ont un diamètre aérodynamique supérieur à 2,5 micromètres mais inférieur ou égal à une valeur nominale de 10 micromètres. Les matières particulaires sont associées à toute une gamme de troubles respiratoires et cardiaques importants. 
On compte parmi les principaux problèmes de santé liés aux matières particulaires ambiantes une mortalité prématurée, une aggravation des maladies respiratoires et cardiovasculaires , une aggravation de l'asthme, des symptômes  respiratoires aigus, y compris une aggravation de la toux et une respiration difficile ou douloureuse, une bronchite chronique, et une réduction de la capacité pulmonaire pouvant se manifester sous forme d'essoufflement. Les symptômes de problèmes immunitaires tels que le sifflement respiratoire et les allergies accrues sont également observés. L'exposition aux particules est étroitement liée à une mortalité prématurée et à des hospitalisations pour problèmes cardio-pulmonaires pour les humaines et les animaux.
Selon une étude allemande publiée en 2015, dans les zones côtières et portuaires européenne, 50% de la pollution particulaire de l'air vient des fumées de navires, y causant 60 000 morts/an, et un coût sanitaire estimé à 58 milliards d’euros/an ,. Les populations portuaires et littorales y sont chroniquement exposées.
           À des concentrations trop élevées, l’ozone a également des effets marqués sur la santé. On observe alors des problèmes respiratoires, le déclenchement de crises d’asthme, une diminution de la fonction pulmonaire et l’apparition de maladies respiratoires. En Europe, on considère actuellement que l’ozone est l’un des polluants atmosphériques les plus préoccupants. C’est ainsi que plusieurs études européennes ont signalé un accroissement de la mortalité quotidienne de 0,3% et des maladies cardiaques de 0,4% pour chaque augmentation de 10 μg/m3 de la concentration en ozone.

### Impact sur les monuments et infrastructures
Enfin, les matières particulaires posent des problèmes de salissures et d'érosion des matériaux, y compris des ouvrages présentant un intérêt culturel tels que les monuments et statues. Elles encouragent et accélèrent aussi l'oxydation des métaux, de même que la détérioration des peintures et des matériaux de construction tels que le béton et la pierre à chaux.       

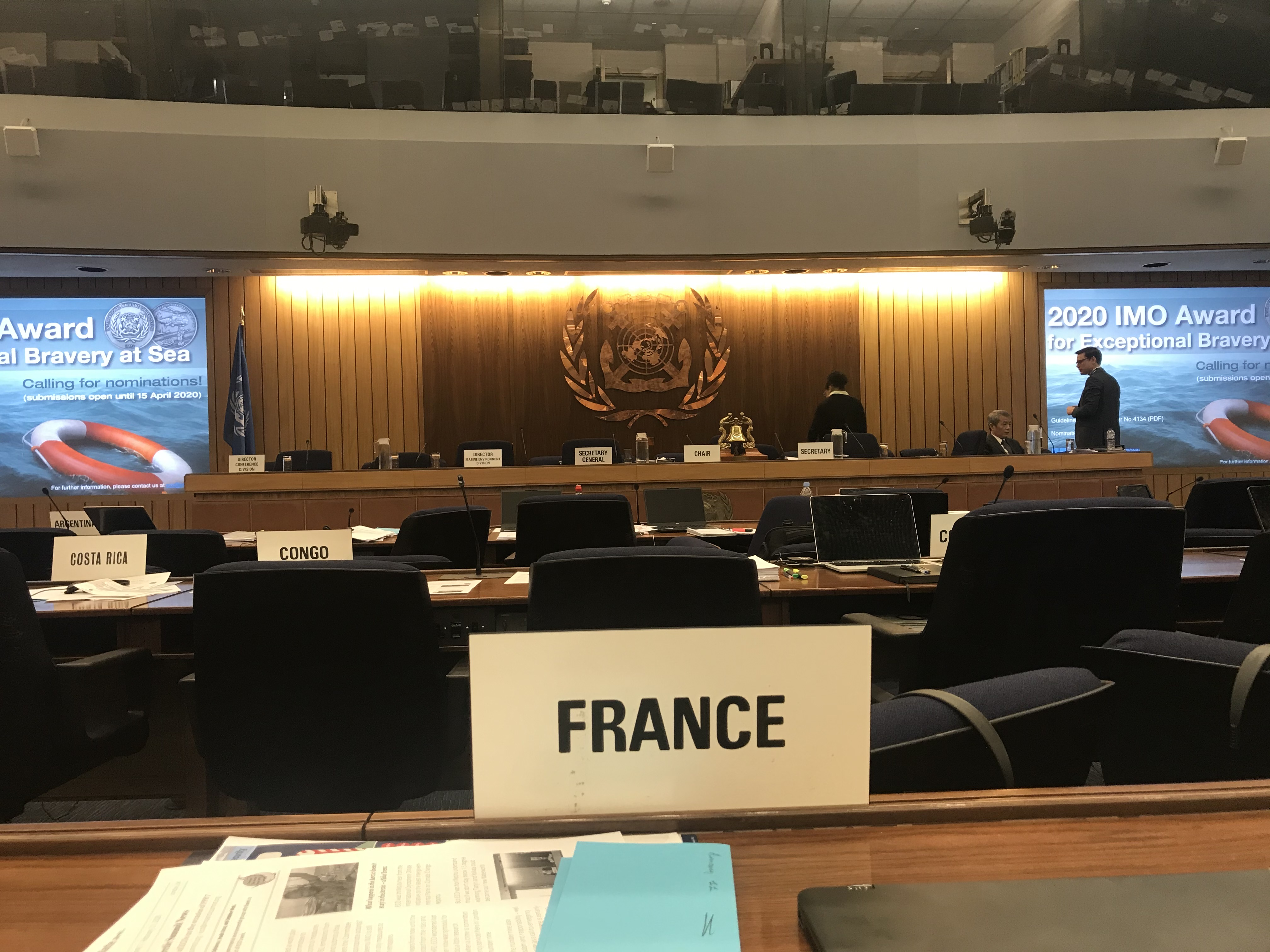
La France siège à l'Organisation Maritime Internationale à chaque comité et sous-comité environnemental. Ces-derniers sont à l'origine d'amendements à la Convention MARPOL et notamment de la désignation des zones de contrôle des émissions atmosphériques sur proposition des Etats membres et parties à l'Annexe VI.

## Obligations pour les navires

### En zone NECA (NOx)
À partir de la date d'entrée en vigueur d'une zone NECA, tous les navires neufs ou déjà existants mais subissant une transformation importante dès lors devront satisfaire aux exigences de la Règle 13 de l'Annexe VI de la Convention MARPOL. Cette règle s'applique à tous les navires équipés de moteurs d'une puissance de sortie supérieure à 130 kW.
En application du TIER III de la règle 13, l'exploitation de leur moteur est interdite lorsque la quantité d'oxydes d'azote émise dépasse les limites suivantes (n représente le régime nominal du moteur en tour vilebrequin par minute):
1. 3,4 g/kWh lorsque n est inférieur à 130 tr/min,
2. 9 × n-0,2 g/kWh lorsque n est égal ou supérieur à 130 tr/min mais inférieur à 2 000 tr/min,
3. 2,0 g/kWh lorsque n est égal ou supérieur à 2 000 tr/min.

En pratique, il existe aujourd'hui trois moyens pour les navires de respecter ces exigences:
- la recirculation des gaz d’échappement (EGR)
- les systèmes de réduction catalytique sélective (SCR)
- les moteurs fonctionnant (en partie) au gaz naturel liquéfié (GNL)

### En zone SECA (SOx et PM)
Depuis le 1er janvier 2020, à la suite de l'entrée en vigueur des nouveaux amendements à la règle 14 de l'Annexe VI de la Convention MARPOL, la teneur en soufre des fiouls utilisés à bord des navires ne doit pas dépasser 0,5 % en masse (contre 3,5% jusqu'en 2019). Cette nouvelle étape primordiale dans la lutte contre la pollution atmosphérique maritime a été nommée le Global Cap 2020.
À partir du 1er mars 2020, les navires ont non seulement l'interdiction d'utiliser du fioul non conforme mais aussi d'en transporter. Ceci est appelé le Carriage ban et a pour objectif de compléter le Global Cap en renforçant sa mise en œuvre.
En zone SECA, cette limite est abaissée à 0,1% en masse.
Ces limitations de la teneur en soufre ont été décidées en partant des seuils de rejets dans l'atmosphère de SOx. Au travers de formules mises au point par l'OMI, une correspondance algorithmique entre les émissions des cheminées et la qualité du fioul a pu être établie.
En pratique, les navires peuvent posséder plusieurs soutes contenant deux types de fioul en utilisant le 0,5 hors zone SECA et le 0,1 en zone SECA.
Par mesure d'équivalence, les navires peuvent être autorisés à installer à bord des matériaux, dispositifs, appareils, procédures, propulsions de substitution visant au respect de exigences de la Convention. C'est ainsi qu'environ 3000 navires dans le monde ont été équipés de dispositifs d'épuration des gaz des navires dits "scrubbers". Ces systèmes installés dans les cheminées des navires procèdent à un lavement des fumées avant leur sortie lorsqu'est utilisé un fioul plus lourd. Ils permettent d'atteindre un niveau de rejets de polluants quasi nul et similaire à celui qu'atteint un navire utilisant un carburant conforme et peu soufré.

## Exceptions et exemptions
Ces obligations ne s'appliquent pas aux émissions nécessaires pour assurer la sécurité d'un navire ou pour sauver des vies humaines en mer.
Sont également exemptés les navires rencontrant une avarie:
1. à condition que toutes les précautions raisonnables aient été prises après découverte de l'avarie pour réduire au minimum les émissions et
2. sauf si le propriétaire ou le capitaine a agi soit avec l'intention de provoquer un dommage, soit témérairement et avec conscience qu'un dommage en résulterait probablement.

En outre, les navires procédant à des essais pour le développement de techniques de réduction et de contrôle des émissions peuvent être exemptés provisoirement par l'Etat de leur pavillon et suivant des critères précis.

## Les zones ECA dans le monde

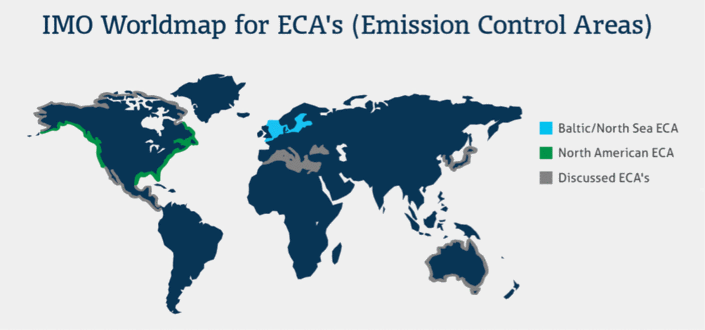
Carte du monde des zones ECA en vigueur et en discussion

Depuis 2011, il existe 2 zones ECA  : 
- Amérique du Nord (côtes Est et Ouest des États-Unis et du Canada)
- Caraïbes des États-Unis

Depuis 2015, 2 zones SECA européennes sont en vigueur:
- mer Baltique
- mer du Nord  (la mer du Nord s'entendant dans le sens défini dans l'annexe v de Marpol, c'est-à-dire comprenant également la Manche)[15].

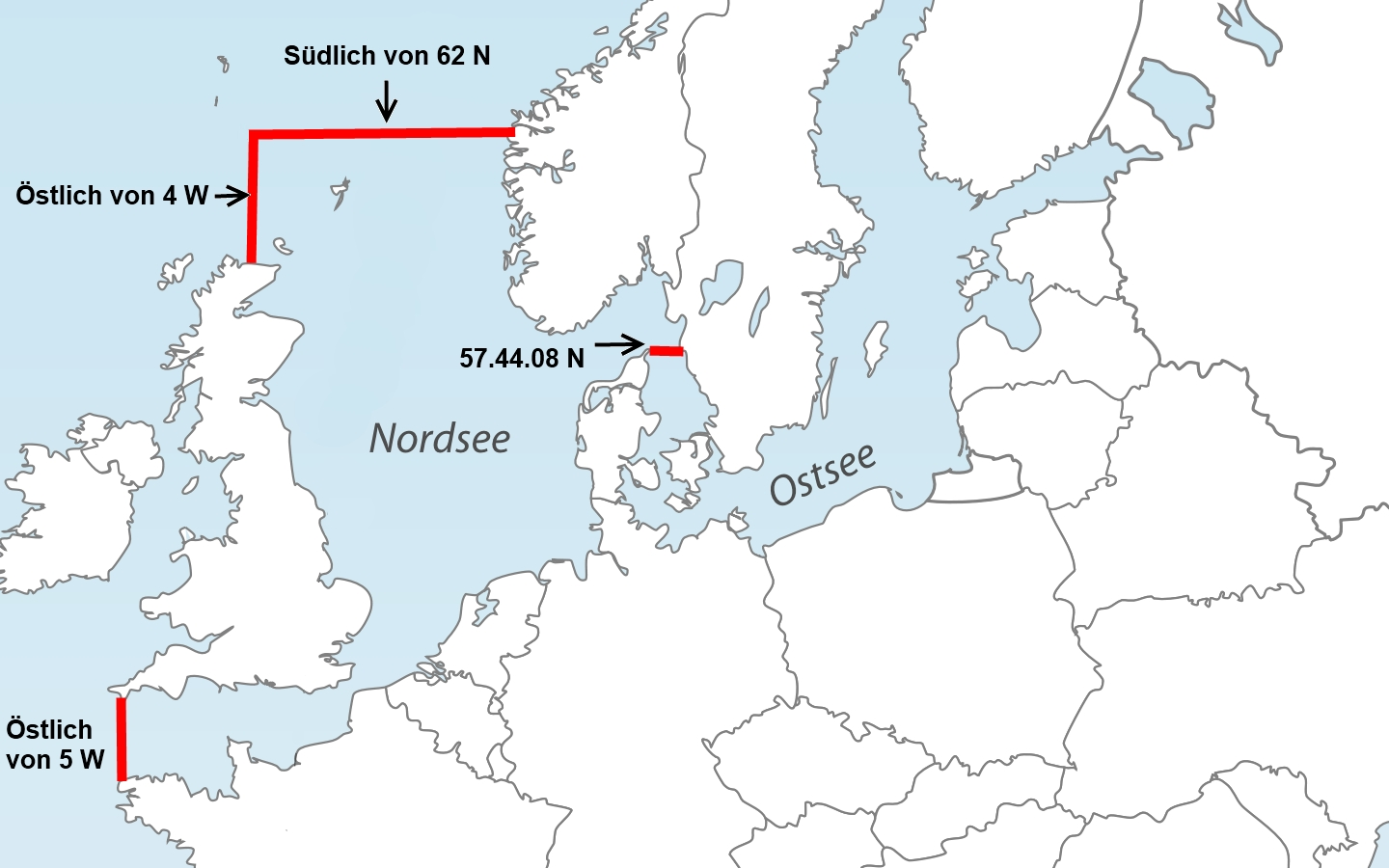
Zone SECA depuis 2015 (Manche, mer du Nord, mer Baltique) qui deviendra NECA (en donc ECA) en 2021

Ces deux zones sont devenues NECA, et donc ECA au 1er janvier 2021.
La mer Méditerranée est une zone SECA depuis le 1er mai 2025.
Depuis 2019, la Chine a établi des zones DECA (acronyme pour Domestic Emission Control Area) dans ses eaux intérieures.
Par ailleurs, dans tous les ports de l'Union européenne, depuis 2010, les navires à quai ou au mouillage plus de 2h doivent eux aussi utiliser un fioul dont la teneur en soufre ne dépasse pas 0,1% en masse.,

## Projets

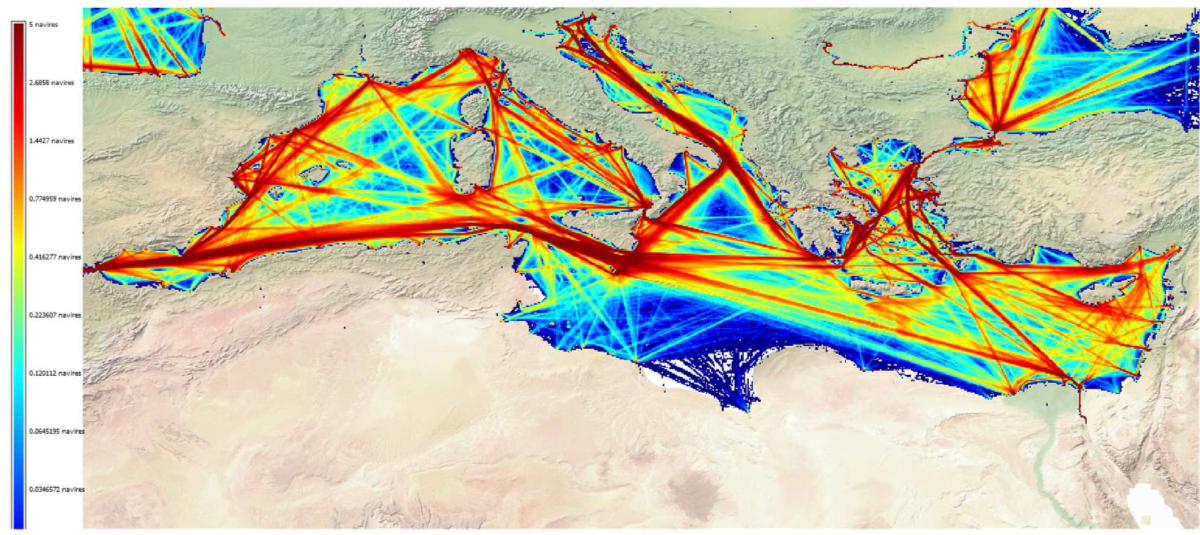
Carte représentant la densité du trafic maritime en Mer Méditerranée en 2016 utilisant les données AIS

En 2016, la France a souhaité l'instauration d'une ECA en mer Méditerranée. Conformément à la procédure obligatoire prévue par la Convention MARPOL, le Ministère de la transition écologique et solidaire a donc mené pendant deux ans une étude analysant les effets, les coûts et les bénéfices de la mise en œuvre d'une telle zone ,. 
En conséquence, en décembre 2019, l'ensemble des États Méditerranéens réunis sous l'égide de la Convention de Barcelone a acté le principe d'une zone SECA couvrant toute la Méditerranée telle que définie par la Convention de Barcelone, de Gibraltar à Suez. Les larges différences de moyens, de techniques et de contrôles des pays du bassin doivent maintenant être dépassées pour permettre la désignation de cette nouvelle SECA par l'OMI. 
La 22ème Conférence des Parties à la Convention de Barcelone (COP 22) réunie du 7 au 10 décembre à Antalya en Turquie a adopté, après des années de travail, de concertation et de négociation, la décision de désigner la mer Méditerranée tout entière (de Gibraltar jusqu’à la zone d’attente du Canal de Suez à Port Saïd) comme SECA. 
Le dossier a été déposé à l’Organisation maritime internationale en 2021 pour une entrée en vigueur au 1er janvier 2025. La SECA est finalement entrée en vigueur le 1er mai 2025. 
Les travaux relatifs à la NECA ont quant à eux été officiellement lancés. 

## Contrôles en France
Les navires professionnels, de commerce (navires de charge, navires à passagers, navires de services) et de pêche soumis à ces obligations sont contrôlés par les États dans lesquels ils font escale.
En France, l'administration des affaires maritimes contrôle donc les navires étrangers et les navires français, tous soumis au respect des dispositions de la Convention MARPOL en vertu de sa transposition en droit national . Les 16 centres de sécurité des navires (CSN), services spécialisés des Directions interrégionales de la Mer (DIRM) et des Directions de la Mer (DM), exercent notamment la mission d’inspection des navires qui battent pavillon français, aux fins de vérification de leur conformité à ces normes, et de délivrance des différents certificats et le permis de navigation. Le contrôle des navires est pour partie délégué à des organismes privés agréés  à mêmes de développer les expertises les plus poussées, les sociétés de classification des navires.
Les inspections environnementales réalisées par les agents des affaires maritimes en zone SECA (Manche) permettent de vérifier que tous les navires, français et étrangers, qui font escale dans les ports français de la façade Manche, utilisent un combustible conforme ne contenant pas plus de 0,1% de soufre en masse, ou bien que le système d'épuration des fumées est bien activé et fonctionne correctement. Depuis le 1er janvier 2021, les inspecteurs vérifient également que tous les navires neufs ou transformés sont bien équipés de moteur TIER III, donc rejettent une quantité réduite d’oxydes d’azote dans l’atmosphère.
Les contrôles peuvent déboucher sur des sanctions financières après saisine et décisions des parquets territorialement compétents par les CSN. Des mesures de détention et de bannissement du port peuvent également intervenir.
Ces contrôles, effectués en respect des dispositions de la Directive 2016/802, sont supervisés par la Commission européenne et l’Agence européenne de sécurité maritime, et sont enregistrés dans la base de données THETYS-EU, à laquelle que tous les inspecteurs européens ont accès, tout comme la base mondiale THETYS. Ce partage d’information permet un ciblage plus efficace des navires à inspecter et une notification d’alerte du prochain port en cas de suspension du navire après son départ.